# Cassipourea floribunda
Cassipourea floribunda är en tvåhjärtbladig växtart som beskrevs av José Cuatrecasas. Cassipourea floribunda ingår i släktet Cassipourea, och familjen Rhizophoraceae. Inga underarter finns listade i Catalogue of Life.